# Cala Montjoi
La Cala Montjoi es troba al Parc Natural del Cap de Creus, a set quilòmetres del municipi de Roses, al qual pertany. Està envoltada per muntanyes pirinenques. Es tracta d'una cala en forma de mitja lluna, bastant tancada, la qual cosa li atorga unes aigües tranquil·les, sense gaire onatge ni vent, per la seva situació. En contrapartida, és més aviat fosca.
La platja està formada per sorres gruixudes i graves, amb una llargada de 305 metres i una amplada de 31 metres.
S'hi pot accedir en cotxe. Es troba al costat d'un complex turístic, que li proporciona serveis com una escola de submarinisme, acampada, allotjament, aparcament i activitats de tota mena. Al costat de la cala, hi va haver fins a 2011 El Bulli, el restaurant del cuiner Ferran Adrià. El 2023 va reobrir en forma de museu: El Bulli 1846.